# Моховиков, Василий Васильевич
Василий Васильевич Моховиков — машинист комбайна шахты № 21 комбината «Тулауголь», Герой Социалистического Труда.

## Биография
Родился 23 августа 1929 года в деревне Милослободка Хиславичского района в крестьянской семье. Русский. Член КПСС с 1967 года.
В 1941 году окончил пять классов. После освобождения Смоленщины от германских фашистов работал в местном колхозе, завершил среднее образование. Награждён медалью «За доблестный труд в Великой Отечественной войне 1941—1945 гг.».
С 1948 по 1979 год работал в угольной промышленности. Окончил школу-ФЗО в г. Щекино Тульской области. Был крепильщиком на шахте № 3 треста «Щекиноуголь», с 1955 по 1979 год — машинист горного комбайна шахты № 21, затем бригадир суточной сквозной бригады. В 1966 году за трудовую доблесть удостоен ордена Ленина.
Указом Президиума Верховного Совета СССР от 30 марта 1971 года за выдающиеся успехи в выполнении заданий пятилетнего плана по развитию угольной промышленности, достижение высоких технико-экономических показателей В. В. Моховикову присвоено звание Героя Социалистического Труда. Награждён также медалями «За доблестный труд. В ознаменование 100-летия со дня рождения В. И. Ленина», «Ветеран труда», знаком «Шахтёрская слава» I, II, III степени, знаками «Ударник IX пятилетки», «Ударник X пятилетки». Почетный шахтер СССР.
В. В. Моховиков неоднократно избирался членом Щекинского горкома партии, депутатом городского Совета народных депутатов.
С 1979 года В. В. Моховиков — персональный пенсионер союзного значения. Жил в г. Щекино Тульской области.